# Ruddalens IP
Ruddalens IP (volledige naam: Ruddalens Idrottsplats) is een multifunctioneel stadion in de Zweedse stad Göteborg. Het bestaat uit verschillende voetbalvelden, een hockeybaan en een ijsbaan.
In 2003 werd het stadion herbouwd voor het Wereldkampioenschappen schaatsen allround 2003. Een van de voetbalvelden beschikt over een tribune voor 5.000 toeschouwers en heeft kunstgras als oppervlak. In 2006 kregen de voetbalvelden een nieuwe kleedruimte.
Ruddalens IP is de thuishaven van de voetbalclubs Västra Frölunda IF, Utsiktens BK, Assyriska BK en BK Skottfint. De bandyclub SK Höjden maakt ook gebruik van het stadion. Gais Bandy speelde tot 2008 in Ruddalens IP, daarna werden de activiteiten van de vereniging verplaatst naar Arena Heden.

## IJsbaan Rudhallen
De Rudhallen is een ijsbaan in Göteborg in de provincie Götaland in het zuiden van Zweden. De semi-overdekte-kunstijsbaan is geopend in 2002 en ligt op 40 meter boven zeeniveau. 

### Grote wedstrijden
Internationale kampioenschappen
- 2003 - WK allround

Nationale kampioenschappen
- 2003 - ZK sprint
- 2004 - ZK sprint
- 2006 - ZK allround
- 2008 - ZK allround
- 2009 - ZK sprint
- 2010 - ZK sprint
- 2014 - ZK sprint
- 2015 - ZK allround
- 2016 - ZK allround
- 2016 - ZK sprint

### Baanrecords
| Afstand              | Schaatser                                            | Land               | Tijd     | Datum         |
| -------------------- | ---------------------------------------------------- | ------------------ | -------- | ------------- |
| 100 m                | Tuomas Nieminen                                      | Vlag van Finland   | 10,05    | 03-12-2006    |
| 500 m                | Ids Postma                                           | Vlag van Nederland | 36,89    | 08-02-2003    |
| 1000 m               | Joel Eriksson                                        | Vlag van Zweden    | 1.13,37  | 04-01-2009    |
| 1500 m               | Jevgeni Lalenkov                                     | Vlag van Rusland   | 1.51,70  | 09-02-2003    |
| 3000 m               | Johan Röjler                                         | Vlag van Zweden    | 3.58,72  | 02-12-2006    |
| 5000 m               | Gianni Romme                                         | Vlag van Nederland | 6.42,67  | 08-02-2003    |
| 10.000 m             | Nils van der Poel                                    | Vlag van Zweden    | 14.03,33 | 14-01-2018    |
| Ploegenachtervolging | Wilhelm Ekensskär David Karlingsjö Nils van der Poel | Vlag van Zweden    | 4.18,00  | 19-12-2015    |
| 2×500 m              | Jacques de Koning                                    | Vlag van Nederland | 74,760   | 14/15-02-2004 |
| Sprintvierkamp       | Joel Eriksson                                        | Vlag van Zweden    | 149,005  | 03/04-01-2009 |
| Minivierkamp         | Andreas Holmen Minge                                 | Vlag van Noorwegen | 158,518  | 03/04-12-2011 |
| Kleine vierkamp      | Johan Röjler                                         | Vlag van Zweden    | 159,148  | 02/03-12-2006 |
| Grote vierkamp       | Gianni Romme                                         | Vlag van Nederland | 158,105  | 08/09-02-2003 |

| Afstand              | Schaatsster                               | Land                      | Tijd     | Datum         |
| -------------------- | ----------------------------------------- | ------------------------- | -------- | ------------- |
| 100 m                | Paulina Wallin                            | Vlag van Zweden           | 10,94    | 03-12-2006    |
| 500 m                | Jennifer Rodriguez                        | Vlag van Verenigde Staten | 40,01    | 08-02-2003    |
| 1000 m               | Sofia Albertsson                          | Vlag van Zweden           | 1.22,68  | 02-12-2006    |
| 1500 m               | Maki Tabata                               | Vlag van Japan            | 2.04,71  | 09-02-2003    |
| 3000 m               | Claudia Pechstein                         | Vlag van Duitsland        | 4.19,99  | 08-02-2003    |
| 5000 m               | Clara Hughes                              | Vlag van Canada           | 7.25,88  | 09-02-2003    |
| 10.000 m             | Sofia Albertsson                          | Vlag van Zweden           | 17.40,76 | 20-11-2002    |
| Ploegenachtervolging | Anna Hånell Johanna Östlund Emma Wallgren | Vlag van Zweden           | 3.42,83  | 03-01-2009    |
| 2×500 m              | Wieteke Cramer                            | Vlag van Nederland        | 82,430   | 14/15-02-2004 |
| Sprintvierkamp       | Sofia Albertsson                          | Vlag van Zweden           | 168,845  | 25/26-01-2003 |
| Minivierkamp         | Marita Johansson                          | Vlag van Zweden           | 178,225  | 20/21-01-2007 |
| Kleine vierkamp      | Cindy Klassen                             | Vlag van Canada           | 170,545  | 08/09-02-2003 |

## IJsbaan Ruddalens idrottsplats

### Grote kampioenschappen
Internationale kampioenschappen
- 1989 - EK allround mannen
- 1994 - WK allround mannen

Wereldbekerwedstrijden
- 1989/1990 - Wereldbeker 8
- 1992/1993 - Wereldbeker 6

Nationale kampioenschappen
- 1974 - ZK sprint vrouwen
- 1976 - ZK sprint
- 1981 - ZK sprint vrouwen
- 1981 - ZK sprint mannen
- 1981 - ZK allround
- 1983 - ZK allround vrouwen
- 1986 - ZK allround vrouwen
- 1988 - ZK sprint vrouwen
- 1988 - ZK sprint mannen
- 1990 - ZK sprint
- 1991 - ZK afstanden
- 1992 - ZK allround
- 1996 - ZK allround
- 2000 - ZK allround
- 2000 - ZK sprint mannen

Tussen 1958 en 1984 werden de internationale schaatskampioenschappen verreden op een ijsbaan in het Ullevistadion in Göteborg.